# Protektorat
Protektorat je formalno pokroviteljstvo jače države nad slabijom, a zapravo oblik ovisnosti jedne države o drugoj koju je najčešće (iako ne uvijek) jača nametnula silom.
U tom obliku država pokroviteljica ima određeni utjecaj na politiku ovisne države. Protektorat je i naziv za ovako ovisnu državu ili za neko sporno područje. Međunarodni protektorat je pokroviteljstvo neke međunarodne organizacije ili skupine zemalja nad nekim spornim područjem da bi se ono zaštitilo od stradanja u sukobima.
Među povijesnim primjerima protektorata, može se spomenuti britanski Protektorat Aden, te Sarawak, također britanski protektorat od 1841. do 1946. godine, apsolutna monarhija pod vlašću "bijelog radže" Jamesa Brookea (i kasnije, njegovih nasljednjika, sve do Drugog svjetskog rata) na sjevernom dijelu Bornea, koju je Velika Britanija priznala kao neovisnu državu pod svojom zaštitom. 
Sadržaj skrbi pokrovitelja nad poslovima protektorata može biti različit, tako je npr. Brunei, koji je bio pod britanskom zaštitom od 1888. do 1984. godine imao potpunu kontrolu nad svim svojim poslovima, izuzev vanjskih poslova koje je za njega vodila Velika Britanija. Saarski Protektorat - savezna zemlja Njemačke koja je imala status francuskog protektorata od 1947. do 1956. godine, u svrhu namirivanja ratnih reparacija - je bila pod potpunom upravom Francuske, koja ga je učinila dijelom svojeg monetarnog i carinskog područja.
Francuski Maroko (oko 90% područja današnjeg Maroka) je imao status francuskog protektorata s vlastitim sultanom, od 1912. do 1956. godine; preostalim (sjevernim) dijelom Maroka je putem svojeg Visokog povjerenika u istom razdoblju upravljala Španjolska, kao svojim protektoratom.
Sjedinjene Američke Države upravljaju i danas većim brojem protektorata - Maršalovim Otocima, Mikronezijom, Palauom, Portorikom, Guamom, Američkom Samoom i Američkim Djevičanskim Otocima. U prošlosti su također i Kuba  (1898. – 1902.) i Filipini (1898. – 1946.) imali status američkih protektorata.
Bosna i Hercegovina je imala status zajedničkog protektorata Austro-Ugarske (koja je efektivno upravljala tom zemljom) i Osmanskog Carstva od 1878. do 1908. godine, kada je Austro-Ugarska proglasila aneksiju (pripojenje) BiH. Nakon sklapanja Daytonskog sporazuma iz 1995. godine, BiH se ponekad naziva protektoratom međunarodne zajednice, obzirom na značajnu ulogu Visokog predstavnika za Bosnu i Hercegovinu.
Neki autori kvalificiraju Nezavisnu državu Hrvatsku (1941. – 1945.) kao njemačko - talijanski protektorat. 